# Área metropolitana de Fráncfort
El área metropolitana de Fráncfort consiste en la ciudad de Fráncfort del Meno y en una serie de localidades menores pertenecientes a la Región de Darmstadt, en el estado de Hesse.
En total, el área metropolitana de Fráncfort se extiende por una superficie de 1.415 km² y cuenta con una población de 1,75 millones de habitantes, de los cuales 17,5 y 37% corresponden a la ciudad de Fráncfort, respectivamente. Tiene una densidad de población de 1241 hab/km².

## Composición
El área metropolitana de Fráncfort se compone de las ciudades de Fráncfort del Meno y de Offenbach y de 44 municipios ubicados a su alrededor (entre los que destacan las ciudades de Bad Homburg y Hanau), como se muestra en la tabla siguiente.
| Distrito                 | Municipio o ciudad   | Superficie (en km²) | Población(1) |
| ------------------------ | -------------------- | ------------------- | ------------ |
| Hesse                    |                      |                     |              |
| —                        | Fráncfort del Meno   | 248,31              | 652.610      |
| Distrito del Alto Taunus | Oberursel            | 45,31               | 42.810       |
| Distrito del Alto Taunus | Kronberg im Taunus   | 18,62               | 17.713       |
| Distrito del Alto Taunus | Steinbach            | 4,40                | 9.978        |
| Distrito del Alto Taunus | Königstein im Taunus | 25,10               | 15.930       |
| Distrito del Alto Taunus | Bad Homburg          | 51,14               | 51.903       |
| Distrito del Alto Taunus | Friedrichsdorf       | 30,12               | 24.483       |
| Distrito de Wetterau     | Bad Vilbel           | 25,65               | 31.117       |
| Distrito de Wetterau     | Karben               | 43,94               | 21.754       |
| Distrito de Main-Kinzig  | Maintal              | 32,40               | 37.920       |
| Distrito de Main-Kinzig  | Niederdorfelden      | 6,55                | 3.453        |
| Distrito de Main-Kinzig  | Schöneck             | 21,49               | 11.660       |
| Distrito de Main-Kinzig  | Nidderau             | 46,73               | 19.972       |
| Distrito de Main-Kinzig  | Neuberg              | 10,54               | 5.175        |
| Distrito de Main-Kinzig  | Hammersbach          | 20,5                | 4.756        |
| Distrito de Main-Kinzig  | Bruchköbel           | 29,67               | 20.796       |
| Distrito de Main-Kinzig  | Hanau                | 76,49               | 88.472       |
| Distrito de Main-Kinzig  | Erlensee             | 18,59               | 12.645       |
| Distrito de Main-Kinzig  | Langenselbold        | 26,25               | 13.049       |
| Distrito de Main-Kinzig  | Rodenbach            | 16,73               | 11.312       |
| Distrito de Main-Kinzig  | Großkrotzenburg      | 7 322               | 7.322        |
| Distrito de Offenbach    | Offenbach am Main    | 44,90               | 117.564      |
| Distrito de Offenbach    | Mühlheim am Main     | 20,67               | 26.625       |
| Distrito de Offenbach    | Obertshausen         | 13,62               | 24.210       |
| Distrito de Offenbach    | Heusenstamm          | 19,03               | 18.344       |
| Distrito de Offenbach    | Hainburg             | 15,95               | 14.845       |
| Distrito de Offenbach    | Seligenstadt         | 30,85               | 19.975       |
| Distrito de Offenbach    | Mainhausen           | 17,92               | 9.189        |
| Distrito de Offenbach    | Rodgau               | 65,04               | 43.325       |
| Distrito de Offenbach    | Dietzenbach          | 21,67               | 33.110       |
| Distrito de Offenbach    | Rödermark            | 29,99               | 26.192       |
| Distrito de Offenbach    | Neu-Isenburg         | 24,29               | 35.336       |
| Distrito de Offenbach    | Dreieich             | 53,30               | 40.674       |
| Distrito de Offenbach    | Langen               | 29,12               | 35.184       |
| Distrito de Offenbach    | Egelsbach            | 14,82               | 9.570        |
| Distrito de Groß-Gerau   | Kelsterbach          | 15,38               | 13.664       |
| Distrito de Groß-Gerau   | Mörfelden-Walldorf   | 44,16               | 33.721       |
| Distrito de Main-Taunus  | Hattersheim am Main  | 15,82               | 25.247       |
| Distrito de Main-Taunus  | Kriftel              | 6,76                | 10.527       |
| Distrito de Main-Taunus  | Hofheim am Taunus    | 57,38               | 38.085       |
| Distrito de Main-Taunus  | Liederbach am Taunus | 6,20                | 8.380        |
| Distrito de Main-Taunus  | Sulzbach             | 7,85                | 8.313        |
| Distrito de Main-Taunus  | Kelkheim             | 30,65               | 27.100       |
| Distrito de Main-Taunus  | Bad Soden am Taunus  | 12,55               | 21.295       |
| Distrito de Main-Taunus  | Schwalbach am Taunus | 6,47                | 14.517       |
| Distrito de Main-Taunus  | Eschborn             | 12,14               | 20.771       |
| TOTAL                    | TOTAL                | 1.415,06            | 1.756.110    |

- (1) - Datos del 31.12.2006, tomados de los informes estadísticos de población del Hessisches Statistisches Landesamt

## Comparación
En esta tabla se muestran las diez principales áreas metropolitanas de Alemania. El área metropolitana de Fráncfort ocupa el sexto puesto.
| N.º | Área metropolitana | Superficie (en km²) | Población (en millones) |
| --- | ------------------ | ------------------- | ----------------------- |
| 1   | Región del Ruhr    | 3.484               | 5,036                   |
| 2   | Berlín             | 2.284               | 4,070                   |
| 3   | Hamburgo           | 2.087               | 2,550                   |
| 4   | Múnich             | 1.319               | 1,944                   |
| 5   | Colonia            | 1.414               | 1,809                   |
| 6   | Fráncfort          | 1.415               | 1,756                   |
| 7   | Stuttgart          | 1.344               | 1,745                   |
| 8   | Düsseldorf         | 780                 | 1,316                   |
| 9   | Núremberg          | 1.006               | 1,044                   |
| 10  | Hanóver            | 1.519               | 1,002                   |

- Datos: Q2098423